# Sydney Colson
Sydney Justine Colson (ur. 6 sierpnia 1989 w Houston) – amerykańska koszykarka występująca na pozycji rozgrywającej, obecnie zawodniczka Indiana Fever.
18 czerwca 2018 została zawodniczką Ślęzy Wrocław. 14 maja 2019 dołączyła do Las Vegas Aces. 13 lutego 2020 zawarła umowę z Chicago Sky. 2 marca 2022 została po raz kolejny w karierze zawodniczką Las Vegas Aces. Od lutego 2025 gra dla Indiana Fever.

## Osiągnięcia
Stan na 30 czerwca 2022, na podstawie, o ile nie zaznaczono inaczej.

### NCAA
- Mistrzyni:
  - NCAA (2011)
  - turnieju konferencji Big 12 (2008, 2010)
- Wicemistrzyni turnieju Big 12 (2009, 2011)
- Uczestniczka rozgrywek:
  - ELite 8 turnieju NCAA (2008, 2011)
  - Sweet 16 turnieju NCAA (2008, 2009, 2011)
  - turnieju NCAA (2008–2011)
- Zaliczona do składu honorable mention All-Big 12 (2011)

### WNBA
- Zdobywczyni pucharu WNBA Commissioner's Cup (2022)[8]

### Indywidualne
(* – nagrody przyznane przez portal eurobasket.com)
- Zaliczona do składu honorable mention ligi izraelskiej (2018)*
- Liderka ligi izraelskiej w asystach (2018)[9]